# Claude Prey
Claude Prey   (Eure, 30 de maig de 1925 - 13 de febrer de 1998) fou un compositor francès d'obres líriques.

## Biografia
Després d'estudis literaris a la Sorbona, Claude Prey va estudiar amb Darius Milhaud i Olivier Messiaen al Conservatori de París. Poc lligat a la "música pura", Prey es va convertir en partidari del "teatre musical". Deu els seus primers encàrrecs, en particular Le Cœur Révolutionateur, a l'ajut d'Henri Dutilleux.
Entre els compositors d'òpera del segle xx, és un dels que va escriure llibret i música. Les seves òperes s'intercalen amb cites literàries i musicals. Amant de les paraules, era un gran coneixedor de Proust. Músic notable, va romandre molt independent al llarg de la seva vida.
Gran part de la seva obra va ser estrenada per Daniel Chabrun, director d'orquestra francès.
Claude Prey mai encomana les seves obres amb patetisme ideològic o sentimental.
| « | <Fins aquí que mai sembla afirmar res. I això de resumir una de les seves òperes és un repte.I tot i així, des de les divagacions fins als jocs de paraules, ens dona una cosa molt clara per escoltar. Una mica com la música en si, de la qual mai es pot dir realment el que diu, però quina diu una cosa amb molta precisió i això ens toca. El teatre musical de Claude Prey és ni demostratiu ni didàctic. És un teatre pur, un miracle contradictori de rigor i bogeria, de gravetat i lleugeresa.> | » |

Michel Rostain, Entrevista amb Claude Prey, Revue Lyrica N ° 70, 1981

## Obres
- Le Phénix, 1957
- Lettres perdues, opéra radiophonique, 1960
- La Dictée, 1961
- Le Cœur révélateur, òpera de cambra, llibret Philippe Soupault d'acord amb Edgar Poe, direcció musical Daniel Chabrun, 1962, Prix Italia
- Jonas, òpera-oratori, direcció musical Daniel Chabrun, 1963
- On veut la lumière? Allons-y, òpera paròdia, direcció musical Daniel Chabrun, 1968
- La Noirceur du lait, òprra-test en un acte, 1967
- Fêtes de la faim, teatre musical, creació al Festival d'Avinyó, posada en escena Roger Kahane, direcció musical Daniel Chabrun, 1969
- Les Mots croisés, Paris, 1970
- Le Jeu de l'oie, Paris, 1970
- Donna Mobile, posada en escena de Roger Kahane, 1972
- The Dangerous Liaisons, òpera epistolar en dos actes, d'acord amb Choderlos de Laclos, Strasbourg, février 1974
- Young libertad, òpera estudi, Opéra National de Lyon, 1976
- La Grand-mère française, posada en escena de Petrika Ionesco, 1976
- Les Trois Langages, òpera per a infants, creació à la Maison de la Radio amb Armande Altaï, 1978
- L'Homme occis, direcció musical Philippe Nahon, posada en escena Mireille Larroche, amb Armande Altaï, Rouen, 1978
- Utopopolis, Festival d'Avinyó, posada en escena Mireille Larroche, 1980
- L'Escalier de Chambord, sota la direcció de Daniel Chabrun, posada en escena de Jean-Jacques Etchevery, Tours, 1981
- Scénarios VII, òpera per a ponents, 1982
- Paulina ou la chambre bleue, òpera de cambra, d'acord amb Paulina 1880 de Pierre Jean Jouve, 1983
- Le Rouge et le Noir, òpera en cinc taules, basada en la novel·la de Stendhal, Festival d'Art Lyrique d'Aix en Provence, juliol 1989
- Parlons fric !, «O.P.A. comique», 1992
- Sitôt le septuor, òpera «opus Proust», 1994